# Tromba (registro d'organo)

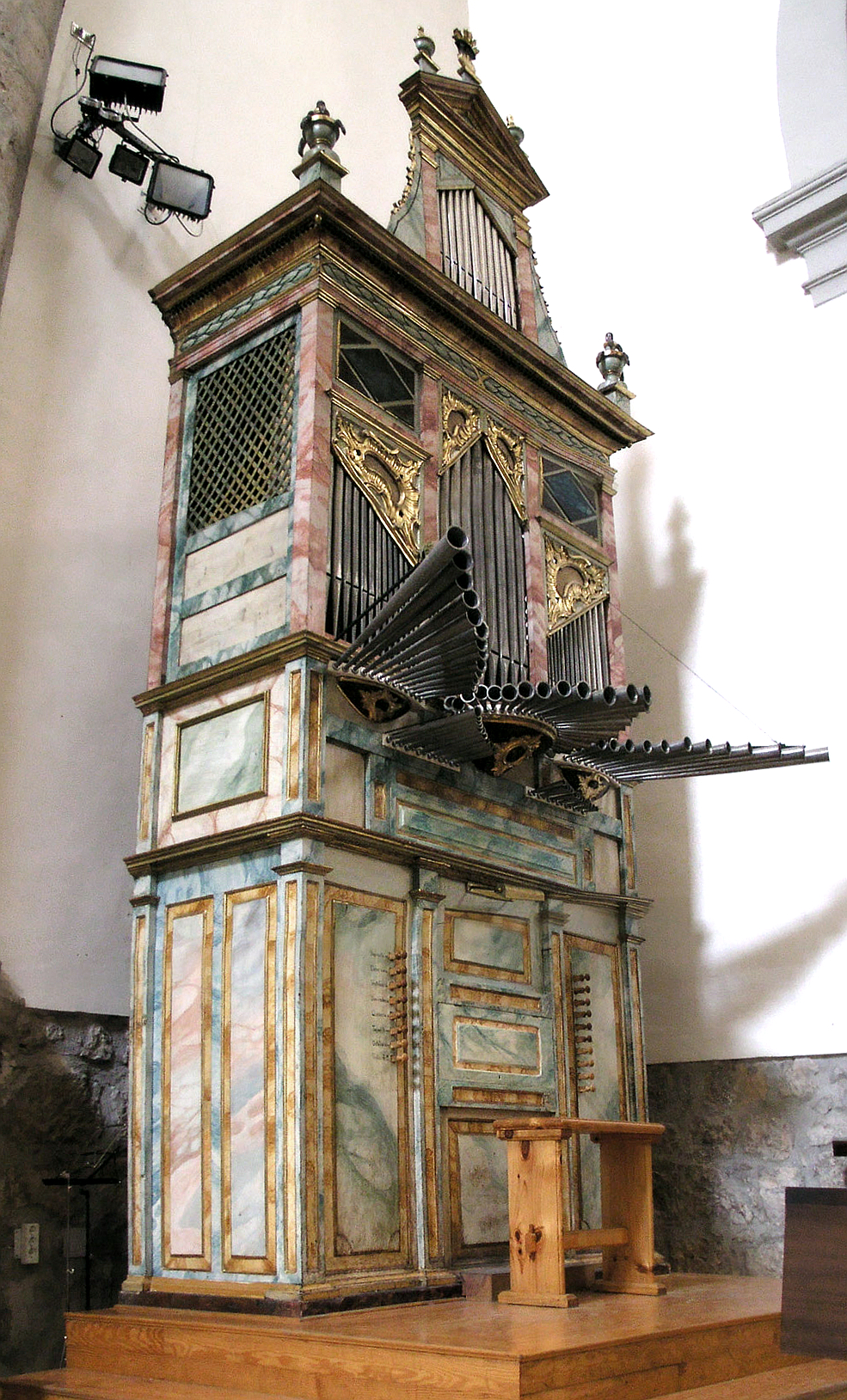
Organo spagnolo con trombe orizzontali.

La tromba è un registro d'organo ad ancia, presente nella maggior parte degli organi.

## Struttura
La tromba, appartenente alla famiglia delle ance, è uno dei registri d'organo più antichi. La prima attestazione documentata di questo registro viene da Vitruvio, il quale lo cita nella disposizione fonica di un grande organo del  I secolo a.C., collocato in un'arena per gladiatori.
Questo registro era noto come "Tibia Imperialis", aveva risuonatori fatti di rame ed era utilizzato dall'Organista per annunciare l'inizio dei giochi.  
Andando avanti nel tempo,se ne ha notizia nella scheda tecnica di un organo costruito a Delft nel 1455, così come era presente in uno strumento a Lubecca nel 1598. Michael Praetorius, inoltre, la cita varie volte nei suoi trattati. È presente in praticamente tutte le scuole organarie europee.
Le canne di questo registro possono essere costruite con materiali diversi a seconda del timbro che si vuole conferire: si va dall'argento, allo stagno, all'ottone, al rame. Nella scuola organaria francese la tromba è uno dei registri più presenti. Appartiene, come timbro, alla stessa famiglia della bombarda e del clarone, insieme ai quali forma la cosiddetta batterie d'anches.
La tromba è quasi sempre da 8', ma è possibile trovare rare trombe da 16' e da 4', anche se tecnicamente una tromba da 16' diventa una bombarda e una da 4' diventa un clarino. Il clarino (clairon), infatti, è sostanzialmente una tromba da 4', misura atipica nell'organaria italiana ma frequentissima in quella francese.

### En chamade
Se le canne sono posizionate orizzontalmente all'infuori della cassa, il registro prende il nome di trompette en chamades (o semplicemente Chamades) e  può essere presente nelle misure da 16', 8', 4' o 2'.
Il motivo per cui gli organari vennero indotti a posizionare le canne in modo orizzontale è principalmente timbrico: indirizzando i suoni direttamente verso gli ascoltatori anziché verso l'alto, infatti, si ha una minore perdita di armonici dovuta alla dispersione, producendo quindi una sonorità migliore. Altre ragioni sono una migliore stabilità dell'intonazione, una maggior protezione contro la polvere e un impatto visivo più suggestivo.
La prima attestazione di questo modo di posizionare le trombe si trova nell'organo del 1588 della cattedrale di Huesca, in Spagna, divenendo in seguito una caratteristica abbastanza comune nell'intera penisola iberica. È possibile trovare en chamade anche altri registri, come il clarone, il bajoncillo, la chirimía e il  Regale.
Nell'organaria spagnola il gruppo dei registri ad ancia prende il nome di Trompeteria o di Langueteria. La tromba iberica, presente con i nomi di Trompeta Real,  Trompeta Imperial, Trompeta Magna o Trompeta de Batalla, produce un suono pulito, potente e molto chiaro. Anche in questo caso le canne sono posizionate orizzontalmente all'infuori della cassa a eccezione della Trompeta Real, che è l'unica verticale.
In Francia le trombe en chamade apparvero per la prima volta sull'organo della basilica di Santa Maria Maddalena a Saint-Maximin-la-Sainte-Baume, costruito da Jean-Esprit Isnard nel 1772-1774. Le trombe orizzontali non fanno parte della tradizione organaria italiana, tedesca ed europea del nord, dove le canne di questo registro sono sempre verticali. Nel novecento e attualmente si sono costruiti e si costruiscono molti organi canne con la presenza di questo registro: basilica di San Bernardino all'Aquila. ; [Auditorium Rai di Napoli, chiesa di Noale (VE), Auditorium dei Conservatori: di Bari, di Bologna, di Padova, di Ferrara...]; chiesa del Sacro cuore di Busto Arsizio di Varese, chiesa di Bibione, basilica di Santa Maria degli Angeli Roma... In Italia si sono anche costruiti organi canne con la presenza di più ance orizzontali: per esempio presso la chiesa di Santa Galla a Roma o presso la chiesa di Santa Rita a Torino.